# Annelous Lammerts
Annelous Lammerts (Rockanje, 1 de noviembre de 1993) es una deportista neerlandesa que compite en vela en la clase Formula Kite.
Participó en los Juegos Olímpicos de París 2024, obteniendo una medalla de bronce en la clase Formula Kite. Ganó una medalla de plata en el Campeonato Europeo de Formula Kite de 2023.

## Palmarés internacional
| \| Juegos Olímpicos \| Juegos Olímpicos \| Juegos Olímpicos \| Juegos Olímpicos \| \| Año \| Lugar \| Medalla \| Clase \| \| ------------------ \| ------------------------ \| ----------------- \| ---------------- \| \| 2024 \| París (Francia) \| Medalla de bronce \| Formula Kite \| \| Campeonato Europeo \| \| \| \| \| Año \| Lugar \| Medalla \| Clase \| \| 2023 \| Portsmouth (Reino Unido) \| Medalla de plata \| Formula Kite \| |                          |                   |              |
| Juegos Olímpicos |                          |                   |              |
| Año | Lugar                    | Medalla           | Clase        |
| 2024 | París (Francia)          | Medalla de bronce | Formula Kite |
| Campeonato Europeo |                          |                   |              |
| Año | Lugar                    | Medalla           | Clase        |
| 2023 | Portsmouth (Reino Unido) | Medalla de plata  | Formula Kite |